# Gabriel Cederbaum
Gabriel Cederbaum, död 1738, var en svensk rådman och riksdagsman. 

## Biografi
Gabriel Cederbaum var rådman i Skänninge. Han var riksdagsledamot vid riksdagen 1731 och riksdagen 1734. Cederbaum avled 1738.